# (14) Ирена
(14) Ире́на (лат. Irene) — астероид главного пояса, который принадлежит к светлому спектральному классу S. Он был открыт 19 мая 1851 года английским астрономом Джоном Хиндом в обсерватория Бишопа, Великобритания, и назван в честь древнегреческой богини мира Эйрены.

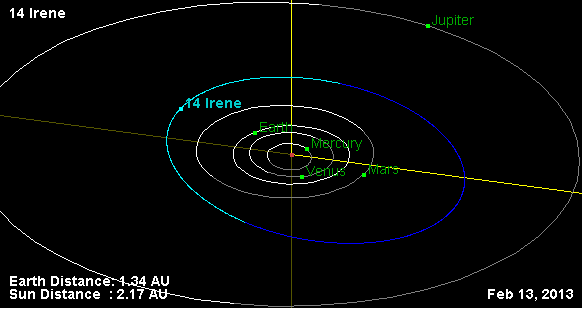
Орбита астероида Ирена и его положение в Солнечной системе

Название, предложенное Джоном Гершелем, было связано с Всемирной выставкой, которая проходила в лондонском Гайд-парке с 1 мая по 15 октября 1851 года и стала вехой в истории промышленной революции.
Покрытие звёзд астероидом наблюдалось 7 раз. Лучшим является событие с тремя хордами, наблюдавшееся в 2013 году. По результатам этих наблюдений стало возможно говорить о сферической форме данного астероида.
Наблюдения 2007 года показывают, что полюс вращения Ирены расположен близко к плоскости эклиптики, что указывает на то, что она имеет наклон, близкий к 90°. Имеет период вращения 15 часов.
Наблюдениями обнаружены значительные неоднородности в распределении химико-минералогического состава поверхностного вещества астероида, проявляющиеся при разных фазах вращения.